# 데스 콜 (2016년 영화)
《데스 콜》(영어: Don't Hang Up)은 2016년 공개된 영국의 공포 스릴러 영화이다.

## 줄거리
프랭크멍키69(PrankMonkey69)라는 이름으로 심한 장난을 치는 십대 소년 무리는 한 젊은 엄마에게 전화를 걸어 딸이 위험에 처했다고 믿게 만든 뒤 한참 절망하고 있는 여성에게 사실을 밝히면서 조롱하는 입소문 동영상으로 유명해진다. 
이 그룹을 주도하는 샘과 브레이디가 이웃을 상대로 또 위험한 장난을 벌이던 중에 이들에 대해 잘 아는 "미스터 리"라는 자로부터 전화가 걸려온다. 브레이디의 부모님을 납치한 미스터 리는 샘과 브레이디의 휴대 전화와 집안 전기 주도권을 장악한 뒤 다른 프랭크멍키69 소속 친구들을 죽인다.
미스터 리는 브레이디에겐 샘을 죽이면 부모님을 풀어주겠다고 제안하고, 다시 샘에겐 브레이디를 죽이면 납치한 여자친구 페이턴을 풀어주겠다는 조건을 제시한다.
알고 보니 브레이디와 페이턴은 샘 몰래 바람을 피우고 있었고, 두 사람의 성관계 촬영 영상을 확인한 샘은 분노한다. 브레이디의 부모님은 이미 돌아가신 상태였지만 샘은 집 밖 승합차 안에서 페이턴을 발견해 구조한다.
그러나 미스터 리가 브레이디를 자신으로 착각하게 꾸며놓은 바람에 샘은 본의 아니게 브레이디를 죽여버린다. 이어진 미스터 리의 공격에 샘은 정신을 잃는다. 손에 칼과 총이 들린 채로 깨어난 샘은 머리에 총을 맞고 죽어있는 페이턴을 발견하고 모든 누명을 뒤집어쓴다.
사실 프랭크멍키69의 장난 대상이었던 젊은 엄마는 장난이었다는 말을 듣지 못하고 딸을 실수로 죽이고 자살했으며, 그녀의 남편이 바로 미스터 리였던 것.
에필로그에서 미스터 리는 유사한 악질 장난을 치는 다른 소년들을 다음 목표로 삼는다.

## 출연
- 그레그 설킨 - 샘 풀러 역
- 개릿 클레이턴 - 브레이디 매니언 역
- 벨라 데인 - 페이턴 그레이 역
- 시에나 길러리 - 콜바인 부인 역
- 에드워드 킬링백 - 로이 역
- 잭 브랫 앤더슨 - 제프 모즐리 역
- 로버트 굿맨 - 래리 역
- 파커 소여스 - "미스터 리" 역
- 크리스 윌슨 - 경찰 역
- 샨탤 에더 - 뉴스 리포터 역

## 기타 제작진
- 총괄 제작: 에드 프레이먼, 조 존슨, 스테퍼니 존슨, 애덤 나이절, 다미앵 마세, 알렉시 바지브로트